# Ador încurcăturile
Ador încurcăturile (titlu originar în engleză I Love Trouble) este un film de comedie romantică american din 1994, regizat de Charles Shyer⁠(d).

## Rezumat
Peter, un reporter celebru de la Chicago Chronicle, o întâlnește pe Sabrina, una în devenire de la Chicago Globe. Ambii acoperă un accident feroviar din unghiuri diferite și începe o competiție.
Danny Brown o sună pe Sabrina și îi spune că a luat o servietă de la locul accidentului. Ea merge să-l întâlnească într-o clădire părăsită, dar îl găsește cu un glonț în cap și cu „LDI” scris pe palmă. Un bărbat subțire cu o servietă o privește cum pleacă.
Sabrina și Peter se văd noaptea într-un lift. Un bărbat înarmat îi țintește, dar ei îl ocolesc și el cade de deasupra liftului. O hârtie pe care scrie „307” cade de pe el.
Se duc să o vadă pe doamna Beekman, unde Sabrina vrea să renunțe la poveste, iar Peter este de acord. Dar se revăd curând în același zbor, pe locuri alăturate, ceea ce indică faptul că niciunul nu a renunțat de fapt. El sugerează să facă echipă, dar ei se spionează reciproc.
Ei își rezumă descoperirile: Beekman, un pionier al geneticii, a murit cu o săptămână înainte de accidentul feroviar. Fiul său avea ceva într-o servietă și moare în accident. Peter scrie LDF pe o bucată de hârtie, care este modificată genetic hormon LDF. Hoțul servietei avea LDI pe palmă - nu a putut termina ultima literă „F”.
Vorbesc cu Sam, care spune că Wilson Chess ar putea revoluționa industria laptelui - un profit de 1 miliard de dolari pe an. O mașină încearcă să îi calce pe toți, dar ei reușesc să plonjeze.
Wilson Chess se întâlnește cu Sabrina și Peter pe proprietatea companiei sale, iar aceștia descoperă că Chess a fost exmatriculat de la Yale pentru că a incendiat clădirea Angliei ca act de răzbunare, împreună cu colegul Vargas.
Sabrina și Peter se întâlnesc la un restaurant și se uită la o fotografie făcută angajaților companiei la o petrecere: îi identifică pe Chess, Beekman și Hervey, un cercetător științific. Ei teoretizează că LDF avea o problemă. Chess a vrut să falsifice rezultatele, dar Beekman a refuzat. Beekman a luat rezultatele adevărate și i le-a dat fiului său, care a fost ucis în tren. Ies cu mașina din restaurant, iar un bărbat îi amenință cu arma de pe bancheta din spate. Ei scapă de el conducând repede, dar mașina se strică în pădure. În cele din urmă, întâlnesc niște rulote și sunt salvați.
Mergând pe străzile din Nevada, ei sunt urmăriți de bărbatul slab. Pentru a scăpa de el, intră într-o capelă de nunți și se prefac că se căsătoresc, dar sunt căsătoriți cu adevărat. Ei decid să își anuleze căsătoria dimineață.
Peter se întoarce la Chess și o vede pe Sabrina sub acoperire ca ghid, care îl dă afară pentru că vrea să aibă povestea în exclusivitate. Sam îi spune lui Wilson Chess că Sabrina lucrează la compania lui.
În timp ce se urcă în avion, Peter îl sună pe Sam și i se spune că telefonul său este extensia 307 - aceeași notă de pe hârtia pe care pistolarul o avea mai devreme. Peter își dă seama că Sam este cu Chess, așa că se dă jos și face autostopul până la Chess.
Sabrina încearcă un disc la Chess și îl decodifică, dar Sam o găsește și îi dezvăluie că el este Vargas. Omul subțire și Chess sosesc și ei și sunt de acord să o ucidă pe Sabrina pentru a distruge dovezile. Sabrina îl vede pe Peter ascunzându-se și îi cere ultima dorință ca interviu pentru a ști ce s-a întâmplat cu adevărat. Se pare că hormonul LDF provoacă cancer la animalele de laborator. Beekman a fost denunțătorul care a vrut să difuzeze rezultatele, ceea ce Chess nu a putut permite. Peter stinge luminile laboratorului, iar în lupta care urmează, atât Thin man, cât și Sam/Vargas sunt uciși. Sabrina avea microfilmul cu ea și atât Globe, cât și Chronicle publică articolul despre compania Chess care vinde cu bună știință un produs care provoacă cancer.
Sabrina și Peter sunt încă căsătoriți și continuă să se ia la mișto unul pe celălalt.

## Distribuție
- Julia Roberts - Sabrina Peterson
- Nick Nolte - Peter Brackett
- Saul Rubinek - Sam Smotherman/Ernesto Vargas
- Robert Loggia - Matt Greenfield, Chronicle Editor
- James Rebhorn - omul subțire
- Charles Martin Smith - Rick Medwick
- Lisa Lu - Virginia Harvey
- Dan Butler - Wilson Chess
- Eugene Levy - justițiarul păcii
- Nora Dunn - Lindy
- Paul Gleason - Kenny Bacon
- Kelly Rutherford - Kim
- Olympia Dukakis - Jeannie, secretara lui Peter
- Marsha Mason - Senatorul Gayle Robbins
- Jane Adams - Evans
- Megan Cavanagh - Mrs. Delores Beekman
- Clark Gregg - Darryl Beekman, Jr.
- Anna Holbrook - femeia din mașină
- Jay Wolpert - scriitorul
- Andy Milder - recepționerul
- Dorothy Lyman - Suzie
- Keith Gordon - Andy
- Joseph D'Onofrio - Sully
- Barry Sobel - curierul
- Frankie Faison - ofițerul de poliție
- Stuart Pankin - fotograful
- James 'Kimo' Wills - Danny Brown
- Patrick St. Esprit - asasinul
- Paul Hirsch - omul din avion
- Jessica Lundy - Pilotul #1
- Nestor Serrano - Pecos
- Robin Duke - Sandra
- Bruce A. Block - omul cu ziarele
- Hallie Meyers-Shyer - fetița din hambar

## Recepție
Pe Rotten Tomatoes, filmul are un grad de aprobare de 22% rating bazat pe 46 de recenzii. Consensul site-ului afirmă: „Se pare că nu există dragoste pierdută între cuplul fatal nepotrivit al Juliei Roberts și al lui Nick Nolte în acest eșec care pur și simplu nu merită problemele.”
Todd McCarthy de la Variety a scris: „Evenimentele par lipsite de spirit și inspirație, tolerabil de distractive, dar departe de a fi efervescente.” Roger Ebert de la Chicago Sun-Times a scris: „Poate că ar fi fost mai amuzant dacă conglomeratul malefic de vaci ar fi fost înlocuit cu ceva mai prostesc și mai ușor; este greu să susții o comedie romantică în fața amenințărilor cu moartea.”

## Piese
Elmer Bernstein a scris inițial coloana sonoră, dar muzica sa a fost respinsă, iar David Newman a fost chemat într-un stadiu atât de avansat încât afișele cu numele lui Bernstein pe generic erau deja afișate. Având la dispoziție doar două săptămâni pentru a reface coloana sonoră a filmului, Newman - care de obicei își orchestrează singur cea mai mare parte a partiturilor sale - a folosit o mică armată de orchestratori pentru a-l ajuta să finalizeze partitura: Scott Smalley, Chris Boardman, William Kidd, Peter Tomashek, Steven Bramson, Christopher Klatman, Don Davis, Joel Rosenbaum, Arthur Kempel (scris greșit „Kempl” în genericul final), Mark McKenzie, Brad Warnaar (scris greșit „Warner” în genericul final) și John Neufeld. Albumul cu coloana sonoră a fost lansat de Varèse Sarabande, incluzând o versiune cover a cântecului Smokey Robinson „You've Really Got a Hold on Me”; doar Smalley și Boardman au primit credit de orchestrator pe album (dar Ross a primit o recunoaștere - ca și Alan Silvestri, care a fost, de asemenea, atașat proiectului).
1. Here's Peter (5:09)
2. Here's Sabrina (1:54)
3. Calling All Boggs (1:15)
4. Honeymoon Night (4:55)
5. Two Scoop Snoops (3:39)
6. Everybody Buys the Globe (:46)
7. Scoop de Jour (3:15)
8. Sabrina's Hip (1:04)
9. Wild Goose Chase (1:16)
10. The Beekman Agreement (2:02)
11. Keyhole Foreplay (1:20)
12. Happily Ever After (2:21)
13. "I Love Trouble" (3:43)
14. You've Really Got a Hold on Me (3:37)